# Gnathia ricardoi
Gnathia ricardoi is een pissebed uit de familie Gnathiidae. De wetenschappelijke naam van de soort is voor het eerst geldig gepubliceerd in 1996 door Pires.